# Логическая школа (шахматная композиция)
Логическая школа в шахматной композиции, называемая также «новонемецкая школа» (нем. Neudeutsche Schule) — идейная школа составления шахматных задач, возникшая в начале XX века. Задачи этой школы содержат стратегическую комбинацию, которая замаскирована тематическим «ложным следом», однако всё же осуществляется труднонаходимым способом. Фактически решатель сначала обнаруживает ложный след, а найдя его опровержение, получает указатель на верное решение.
Появление логической школы существенно обогатило шахматную композицию новыми, оригинальными и остроумными мотивами. Среди них — такие темы широкого охвата, как индийская, римская, дрезденская, Цеплера, Лойда — Тертона и другие темы, развитие которых продолжается и в наши дни.

## Основные принципы
В «Словаре шахматной композиции» особенности логической школы определяется в следующей формулировке:

Суть логической школы состоит в особом способе осуществления стратегических комбинаций. Решение в задачах… находят в результате анализа взаимодействия фигур, выявления подготовительного и решающего манёвра, которые выделяются с помощью анализа тематических ложных следов… Тематика логической школы обширна — от элементарных тактических идей до сложных стратегических комбинаций и тем.

Для логической школы характерно чёткое различие основного и (одного или нескольких) подготовительных планов игры. Основной план белых в исходной позиции не приводит к цели, поэтому нужен подготовительный план — манёвр, устраняющий препятствия основному плану. При этом у подготовительного плана должна быть только одна цель — устранение препятствий; этот принцип называется «чистотой цели манёвра», он обеспечивает идейно-логическое единство ложного следа и настоящего решения.

## История

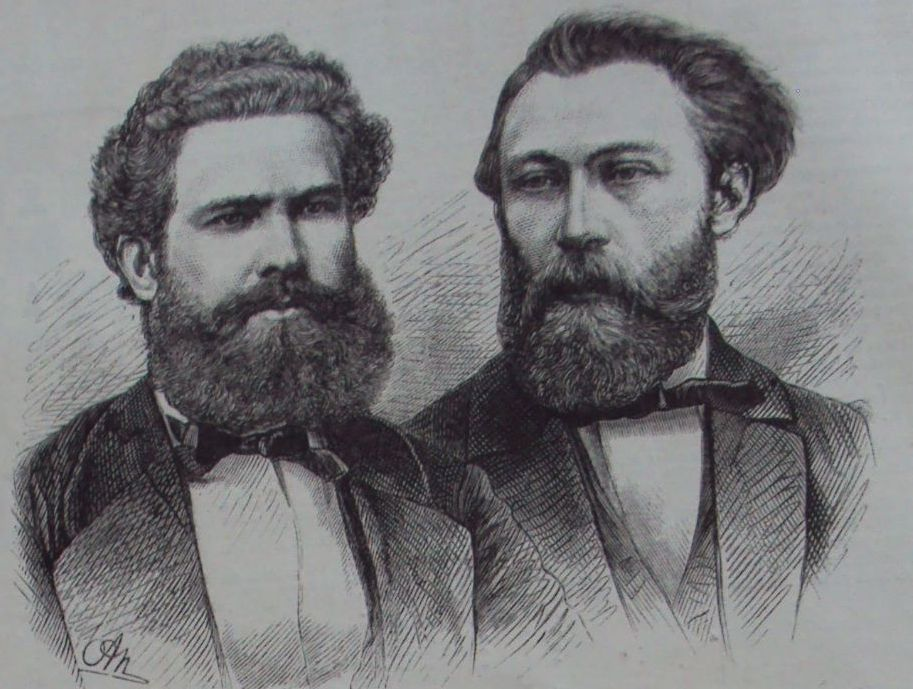
Й. Коц (слева) и К. Коккелькорн

Одним из предшественников логической школы считается австрийский проблемист Август фон Цивинский (August Alexander Johann von Cywinski de Puchala, 1829—1905), некоторые задачи которого были идейно близки к стратегическим принципам логической школы и включали полноценный тематический ложный след. Основные идеи логической школы были изложены в 1903 году в книге немецких проблемистов Карла Коккелькорна и Йоханнеса Котца «Индийская задача». В этой книге авторы потребовали добиваться «абсолютной чистоты цели хода», систематизировали ранее открытые стратегические комбинационные идеи, в том числе относящиеся к приёмам перекрытия и освобождение линии, а также ввели ключевое понятие «критического хода». Два года спустя Котц и Коккелькорн стали основоположниками другой логической темы («римской»), которая открыла новый обширный раздел задачной тематики и вызвала широкий творческий отклик проблемистов. Новая идеология означали революционный пересмотр ранее общепринятых в шахматной композиции принципов «старонемецкой школы» Иоганна Бергера, который основной упор делал на правильные маты и трудность решения. Бергер резко критиковал новые принципы, но в итоге дискуссии сторонники логической школы победили.
Окончательная формулировка принципов логической школы и классификация её тематики состоялась в 1928 году, когда вышла книга Вальтера фон Гольцгаузена «Логика и чистота темы в новонемецкой задаче» (Logik und Zweckreinheit im neudeutschen Schachproblem). Гольцгаузен добавил к списку логических идей важную тему фокальных полей, провёл классификацию логических манёвров.
Первый тип: предварительный план (или несколько планов) уничтожают препятствия к осуществлению главного плана.
Второй тип: по окончании предварительного плана у чёрных появляются новая контригра, для нейтрализации которой белые реализуют новый предварительный план и лишь затем проводят главный план.
Третий тип: реализация предварительного плана даст чёрным возможность блокировать главный план, поэтому белые сначала устраняют эту возможность и лишь затем осуществляют предварительный план.
Среди известных проблемистов логической школы, кроме уже упомянутых:
- Эрих Бруннер
- Клаус Венда
- Я. Г. Владимиров
- Херберт Граземан
- Р. М. Кофман
- И. М. Крихели
- Л. И. Куббель
- Эмил Палькоска
- Владимир Пахман
- А. Н. Попандопуло
- Ханс Петер Рем
- В. Ф. Руденко
- Эрих Цеплер
- Вернер Шпекман
- Ферхат Кармиль

## Примеры

### Индийская тема
|   | a | b | c | d | e | f | g | h |   |
| - | --- | --- | --- | --- | --- | --- | --- | --- | - |
| 8 | g7 чёрная пешка · c6 белый конь · g5 чёрная пешка · c4 белый слон · g4 чёрная пешка · e3 чёрный король · g3 белая пешка · f2 белая ладья · e1 белый король | g7 чёрная пешка · c6 белый конь · g5 чёрная пешка · c4 белый слон · g4 чёрная пешка · e3 чёрный король · g3 белая пешка · f2 белая ладья · e1 белый король | g7 чёрная пешка · c6 белый конь · g5 чёрная пешка · c4 белый слон · g4 чёрная пешка · e3 чёрный король · g3 белая пешка · f2 белая ладья · e1 белый король | g7 чёрная пешка · c6 белый конь · g5 чёрная пешка · c4 белый слон · g4 чёрная пешка · e3 чёрный король · g3 белая пешка · f2 белая ладья · e1 белый король | g7 чёрная пешка · c6 белый конь · g5 чёрная пешка · c4 белый слон · g4 чёрная пешка · e3 чёрный король · g3 белая пешка · f2 белая ладья · e1 белый король | g7 чёрная пешка · c6 белый конь · g5 чёрная пешка · c4 белый слон · g4 чёрная пешка · e3 чёрный король · g3 белая пешка · f2 белая ладья · e1 белый король | g7 чёрная пешка · c6 белый конь · g5 чёрная пешка · c4 белый слон · g4 чёрная пешка · e3 чёрный король · g3 белая пешка · f2 белая ладья · e1 белый король | g7 чёрная пешка · c6 белый конь · g5 чёрная пешка · c4 белый слон · g4 чёрная пешка · e3 чёрный король · g3 белая пешка · f2 белая ладья · e1 белый король | 8 |
| 7 | g7 чёрная пешка · c6 белый конь · g5 чёрная пешка · c4 белый слон · g4 чёрная пешка · e3 чёрный король · g3 белая пешка · f2 белая ладья · e1 белый король | g7 чёрная пешка · c6 белый конь · g5 чёрная пешка · c4 белый слон · g4 чёрная пешка · e3 чёрный король · g3 белая пешка · f2 белая ладья · e1 белый король | g7 чёрная пешка · c6 белый конь · g5 чёрная пешка · c4 белый слон · g4 чёрная пешка · e3 чёрный король · g3 белая пешка · f2 белая ладья · e1 белый король | g7 чёрная пешка · c6 белый конь · g5 чёрная пешка · c4 белый слон · g4 чёрная пешка · e3 чёрный король · g3 белая пешка · f2 белая ладья · e1 белый король | g7 чёрная пешка · c6 белый конь · g5 чёрная пешка · c4 белый слон · g4 чёрная пешка · e3 чёрный король · g3 белая пешка · f2 белая ладья · e1 белый король | g7 чёрная пешка · c6 белый конь · g5 чёрная пешка · c4 белый слон · g4 чёрная пешка · e3 чёрный король · g3 белая пешка · f2 белая ладья · e1 белый король | g7 чёрная пешка · c6 белый конь · g5 чёрная пешка · c4 белый слон · g4 чёрная пешка · e3 чёрный король · g3 белая пешка · f2 белая ладья · e1 белый король | g7 чёрная пешка · c6 белый конь · g5 чёрная пешка · c4 белый слон · g4 чёрная пешка · e3 чёрный король · g3 белая пешка · f2 белая ладья · e1 белый король | 7 |
| 6 | g7 чёрная пешка · c6 белый конь · g5 чёрная пешка · c4 белый слон · g4 чёрная пешка · e3 чёрный король · g3 белая пешка · f2 белая ладья · e1 белый король | g7 чёрная пешка · c6 белый конь · g5 чёрная пешка · c4 белый слон · g4 чёрная пешка · e3 чёрный король · g3 белая пешка · f2 белая ладья · e1 белый король | g7 чёрная пешка · c6 белый конь · g5 чёрная пешка · c4 белый слон · g4 чёрная пешка · e3 чёрный король · g3 белая пешка · f2 белая ладья · e1 белый король | g7 чёрная пешка · c6 белый конь · g5 чёрная пешка · c4 белый слон · g4 чёрная пешка · e3 чёрный король · g3 белая пешка · f2 белая ладья · e1 белый король | g7 чёрная пешка · c6 белый конь · g5 чёрная пешка · c4 белый слон · g4 чёрная пешка · e3 чёрный король · g3 белая пешка · f2 белая ладья · e1 белый король | g7 чёрная пешка · c6 белый конь · g5 чёрная пешка · c4 белый слон · g4 чёрная пешка · e3 чёрный король · g3 белая пешка · f2 белая ладья · e1 белый король | g7 чёрная пешка · c6 белый конь · g5 чёрная пешка · c4 белый слон · g4 чёрная пешка · e3 чёрный король · g3 белая пешка · f2 белая ладья · e1 белый король | g7 чёрная пешка · c6 белый конь · g5 чёрная пешка · c4 белый слон · g4 чёрная пешка · e3 чёрный король · g3 белая пешка · f2 белая ладья · e1 белый король | 6 |
| 5 | g7 чёрная пешка · c6 белый конь · g5 чёрная пешка · c4 белый слон · g4 чёрная пешка · e3 чёрный король · g3 белая пешка · f2 белая ладья · e1 белый король | g7 чёрная пешка · c6 белый конь · g5 чёрная пешка · c4 белый слон · g4 чёрная пешка · e3 чёрный король · g3 белая пешка · f2 белая ладья · e1 белый король | g7 чёрная пешка · c6 белый конь · g5 чёрная пешка · c4 белый слон · g4 чёрная пешка · e3 чёрный король · g3 белая пешка · f2 белая ладья · e1 белый король | g7 чёрная пешка · c6 белый конь · g5 чёрная пешка · c4 белый слон · g4 чёрная пешка · e3 чёрный король · g3 белая пешка · f2 белая ладья · e1 белый король | g7 чёрная пешка · c6 белый конь · g5 чёрная пешка · c4 белый слон · g4 чёрная пешка · e3 чёрный король · g3 белая пешка · f2 белая ладья · e1 белый король | g7 чёрная пешка · c6 белый конь · g5 чёрная пешка · c4 белый слон · g4 чёрная пешка · e3 чёрный король · g3 белая пешка · f2 белая ладья · e1 белый король | g7 чёрная пешка · c6 белый конь · g5 чёрная пешка · c4 белый слон · g4 чёрная пешка · e3 чёрный король · g3 белая пешка · f2 белая ладья · e1 белый король | g7 чёрная пешка · c6 белый конь · g5 чёрная пешка · c4 белый слон · g4 чёрная пешка · e3 чёрный король · g3 белая пешка · f2 белая ладья · e1 белый король | 5 |
| 4 | g7 чёрная пешка · c6 белый конь · g5 чёрная пешка · c4 белый слон · g4 чёрная пешка · e3 чёрный король · g3 белая пешка · f2 белая ладья · e1 белый король | g7 чёрная пешка · c6 белый конь · g5 чёрная пешка · c4 белый слон · g4 чёрная пешка · e3 чёрный король · g3 белая пешка · f2 белая ладья · e1 белый король | g7 чёрная пешка · c6 белый конь · g5 чёрная пешка · c4 белый слон · g4 чёрная пешка · e3 чёрный король · g3 белая пешка · f2 белая ладья · e1 белый король | g7 чёрная пешка · c6 белый конь · g5 чёрная пешка · c4 белый слон · g4 чёрная пешка · e3 чёрный король · g3 белая пешка · f2 белая ладья · e1 белый король | g7 чёрная пешка · c6 белый конь · g5 чёрная пешка · c4 белый слон · g4 чёрная пешка · e3 чёрный король · g3 белая пешка · f2 белая ладья · e1 белый король | g7 чёрная пешка · c6 белый конь · g5 чёрная пешка · c4 белый слон · g4 чёрная пешка · e3 чёрный король · g3 белая пешка · f2 белая ладья · e1 белый король | g7 чёрная пешка · c6 белый конь · g5 чёрная пешка · c4 белый слон · g4 чёрная пешка · e3 чёрный король · g3 белая пешка · f2 белая ладья · e1 белый король | g7 чёрная пешка · c6 белый конь · g5 чёрная пешка · c4 белый слон · g4 чёрная пешка · e3 чёрный король · g3 белая пешка · f2 белая ладья · e1 белый король | 4 |
| 3 | g7 чёрная пешка · c6 белый конь · g5 чёрная пешка · c4 белый слон · g4 чёрная пешка · e3 чёрный король · g3 белая пешка · f2 белая ладья · e1 белый король | g7 чёрная пешка · c6 белый конь · g5 чёрная пешка · c4 белый слон · g4 чёрная пешка · e3 чёрный король · g3 белая пешка · f2 белая ладья · e1 белый король | g7 чёрная пешка · c6 белый конь · g5 чёрная пешка · c4 белый слон · g4 чёрная пешка · e3 чёрный король · g3 белая пешка · f2 белая ладья · e1 белый король | g7 чёрная пешка · c6 белый конь · g5 чёрная пешка · c4 белый слон · g4 чёрная пешка · e3 чёрный король · g3 белая пешка · f2 белая ладья · e1 белый король | g7 чёрная пешка · c6 белый конь · g5 чёрная пешка · c4 белый слон · g4 чёрная пешка · e3 чёрный король · g3 белая пешка · f2 белая ладья · e1 белый король | g7 чёрная пешка · c6 белый конь · g5 чёрная пешка · c4 белый слон · g4 чёрная пешка · e3 чёрный король · g3 белая пешка · f2 белая ладья · e1 белый король | g7 чёрная пешка · c6 белый конь · g5 чёрная пешка · c4 белый слон · g4 чёрная пешка · e3 чёрный король · g3 белая пешка · f2 белая ладья · e1 белый король | g7 чёрная пешка · c6 белый конь · g5 чёрная пешка · c4 белый слон · g4 чёрная пешка · e3 чёрный король · g3 белая пешка · f2 белая ладья · e1 белый король | 3 |
| 2 | g7 чёрная пешка · c6 белый конь · g5 чёрная пешка · c4 белый слон · g4 чёрная пешка · e3 чёрный король · g3 белая пешка · f2 белая ладья · e1 белый король | g7 чёрная пешка · c6 белый конь · g5 чёрная пешка · c4 белый слон · g4 чёрная пешка · e3 чёрный король · g3 белая пешка · f2 белая ладья · e1 белый король | g7 чёрная пешка · c6 белый конь · g5 чёрная пешка · c4 белый слон · g4 чёрная пешка · e3 чёрный король · g3 белая пешка · f2 белая ладья · e1 белый король | g7 чёрная пешка · c6 белый конь · g5 чёрная пешка · c4 белый слон · g4 чёрная пешка · e3 чёрный король · g3 белая пешка · f2 белая ладья · e1 белый король | g7 чёрная пешка · c6 белый конь · g5 чёрная пешка · c4 белый слон · g4 чёрная пешка · e3 чёрный король · g3 белая пешка · f2 белая ладья · e1 белый король | g7 чёрная пешка · c6 белый конь · g5 чёрная пешка · c4 белый слон · g4 чёрная пешка · e3 чёрный король · g3 белая пешка · f2 белая ладья · e1 белый король | g7 чёрная пешка · c6 белый конь · g5 чёрная пешка · c4 белый слон · g4 чёрная пешка · e3 чёрный король · g3 белая пешка · f2 белая ладья · e1 белый король | g7 чёрная пешка · c6 белый конь · g5 чёрная пешка · c4 белый слон · g4 чёрная пешка · e3 чёрный король · g3 белая пешка · f2 белая ладья · e1 белый король | 2 |
| 1 | g7 чёрная пешка · c6 белый конь · g5 чёрная пешка · c4 белый слон · g4 чёрная пешка · e3 чёрный король · g3 белая пешка · f2 белая ладья · e1 белый король | g7 чёрная пешка · c6 белый конь · g5 чёрная пешка · c4 белый слон · g4 чёрная пешка · e3 чёрный король · g3 белая пешка · f2 белая ладья · e1 белый король | g7 чёрная пешка · c6 белый конь · g5 чёрная пешка · c4 белый слон · g4 чёрная пешка · e3 чёрный король · g3 белая пешка · f2 белая ладья · e1 белый король | g7 чёрная пешка · c6 белый конь · g5 чёрная пешка · c4 белый слон · g4 чёрная пешка · e3 чёрный король · g3 белая пешка · f2 белая ладья · e1 белый король | g7 чёрная пешка · c6 белый конь · g5 чёрная пешка · c4 белый слон · g4 чёрная пешка · e3 чёрный король · g3 белая пешка · f2 белая ладья · e1 белый король | g7 чёрная пешка · c6 белый конь · g5 чёрная пешка · c4 белый слон · g4 чёрная пешка · e3 чёрный король · g3 белая пешка · f2 белая ладья · e1 белый король | g7 чёрная пешка · c6 белый конь · g5 чёрная пешка · c4 белый слон · g4 чёрная пешка · e3 чёрный король · g3 белая пешка · f2 белая ладья · e1 белый король | g7 чёрная пешка · c6 белый конь · g5 чёрная пешка · c4 белый слон · g4 чёрная пешка · e3 чёрный король · g3 белая пешка · f2 белая ладья · e1 белый король | 1 |
|   | a | b | c | d | e | f | g | h |   |

Ложный след: 1.Лf1? g6. 

1. Лf8! (критический ход для 1-й комбинации Индийской темы) Кре4

2. Kpe2 g6

3. Cf7! (выключение критической фигуры) Kpf5

4. Cd5×

В случае 1. ... g6 последует:

2. Лf1! (критический ход для 2-й комбинации) Кре4

3. Kpf2! (король белых делает перекрывающий ход) Kpf5

4. Кре3×

### Римская тема
|   | a | b | c | d | e | f | g | h |   |
| - | --- | --- | --- | --- | --- | --- | --- | --- | - |
| 8 | b7 белый конь · e7 чёрный слон · b5 белый слон · a4 белый король · d4 белая пешка · c3 чёрный король · e3 белая пешка · f2 белый ферзь | b7 белый конь · e7 чёрный слон · b5 белый слон · a4 белый король · d4 белая пешка · c3 чёрный король · e3 белая пешка · f2 белый ферзь | b7 белый конь · e7 чёрный слон · b5 белый слон · a4 белый король · d4 белая пешка · c3 чёрный король · e3 белая пешка · f2 белый ферзь | b7 белый конь · e7 чёрный слон · b5 белый слон · a4 белый король · d4 белая пешка · c3 чёрный король · e3 белая пешка · f2 белый ферзь | b7 белый конь · e7 чёрный слон · b5 белый слон · a4 белый король · d4 белая пешка · c3 чёрный король · e3 белая пешка · f2 белый ферзь | b7 белый конь · e7 чёрный слон · b5 белый слон · a4 белый король · d4 белая пешка · c3 чёрный король · e3 белая пешка · f2 белый ферзь | b7 белый конь · e7 чёрный слон · b5 белый слон · a4 белый король · d4 белая пешка · c3 чёрный король · e3 белая пешка · f2 белый ферзь | b7 белый конь · e7 чёрный слон · b5 белый слон · a4 белый король · d4 белая пешка · c3 чёрный король · e3 белая пешка · f2 белый ферзь | 8 |
| 7 | b7 белый конь · e7 чёрный слон · b5 белый слон · a4 белый король · d4 белая пешка · c3 чёрный король · e3 белая пешка · f2 белый ферзь | b7 белый конь · e7 чёрный слон · b5 белый слон · a4 белый король · d4 белая пешка · c3 чёрный король · e3 белая пешка · f2 белый ферзь | b7 белый конь · e7 чёрный слон · b5 белый слон · a4 белый король · d4 белая пешка · c3 чёрный король · e3 белая пешка · f2 белый ферзь | b7 белый конь · e7 чёрный слон · b5 белый слон · a4 белый король · d4 белая пешка · c3 чёрный король · e3 белая пешка · f2 белый ферзь | b7 белый конь · e7 чёрный слон · b5 белый слон · a4 белый король · d4 белая пешка · c3 чёрный король · e3 белая пешка · f2 белый ферзь | b7 белый конь · e7 чёрный слон · b5 белый слон · a4 белый король · d4 белая пешка · c3 чёрный король · e3 белая пешка · f2 белый ферзь | b7 белый конь · e7 чёрный слон · b5 белый слон · a4 белый король · d4 белая пешка · c3 чёрный король · e3 белая пешка · f2 белый ферзь | b7 белый конь · e7 чёрный слон · b5 белый слон · a4 белый король · d4 белая пешка · c3 чёрный король · e3 белая пешка · f2 белый ферзь | 7 |
| 6 | b7 белый конь · e7 чёрный слон · b5 белый слон · a4 белый король · d4 белая пешка · c3 чёрный король · e3 белая пешка · f2 белый ферзь | b7 белый конь · e7 чёрный слон · b5 белый слон · a4 белый король · d4 белая пешка · c3 чёрный король · e3 белая пешка · f2 белый ферзь | b7 белый конь · e7 чёрный слон · b5 белый слон · a4 белый король · d4 белая пешка · c3 чёрный король · e3 белая пешка · f2 белый ферзь | b7 белый конь · e7 чёрный слон · b5 белый слон · a4 белый король · d4 белая пешка · c3 чёрный король · e3 белая пешка · f2 белый ферзь | b7 белый конь · e7 чёрный слон · b5 белый слон · a4 белый король · d4 белая пешка · c3 чёрный король · e3 белая пешка · f2 белый ферзь | b7 белый конь · e7 чёрный слон · b5 белый слон · a4 белый король · d4 белая пешка · c3 чёрный король · e3 белая пешка · f2 белый ферзь | b7 белый конь · e7 чёрный слон · b5 белый слон · a4 белый король · d4 белая пешка · c3 чёрный король · e3 белая пешка · f2 белый ферзь | b7 белый конь · e7 чёрный слон · b5 белый слон · a4 белый король · d4 белая пешка · c3 чёрный король · e3 белая пешка · f2 белый ферзь | 6 |
| 5 | b7 белый конь · e7 чёрный слон · b5 белый слон · a4 белый король · d4 белая пешка · c3 чёрный король · e3 белая пешка · f2 белый ферзь | b7 белый конь · e7 чёрный слон · b5 белый слон · a4 белый король · d4 белая пешка · c3 чёрный король · e3 белая пешка · f2 белый ферзь | b7 белый конь · e7 чёрный слон · b5 белый слон · a4 белый король · d4 белая пешка · c3 чёрный король · e3 белая пешка · f2 белый ферзь | b7 белый конь · e7 чёрный слон · b5 белый слон · a4 белый король · d4 белая пешка · c3 чёрный король · e3 белая пешка · f2 белый ферзь | b7 белый конь · e7 чёрный слон · b5 белый слон · a4 белый король · d4 белая пешка · c3 чёрный король · e3 белая пешка · f2 белый ферзь | b7 белый конь · e7 чёрный слон · b5 белый слон · a4 белый король · d4 белая пешка · c3 чёрный король · e3 белая пешка · f2 белый ферзь | b7 белый конь · e7 чёрный слон · b5 белый слон · a4 белый король · d4 белая пешка · c3 чёрный король · e3 белая пешка · f2 белый ферзь | b7 белый конь · e7 чёрный слон · b5 белый слон · a4 белый король · d4 белая пешка · c3 чёрный король · e3 белая пешка · f2 белый ферзь | 5 |
| 4 | b7 белый конь · e7 чёрный слон · b5 белый слон · a4 белый король · d4 белая пешка · c3 чёрный король · e3 белая пешка · f2 белый ферзь | b7 белый конь · e7 чёрный слон · b5 белый слон · a4 белый король · d4 белая пешка · c3 чёрный король · e3 белая пешка · f2 белый ферзь | b7 белый конь · e7 чёрный слон · b5 белый слон · a4 белый король · d4 белая пешка · c3 чёрный король · e3 белая пешка · f2 белый ферзь | b7 белый конь · e7 чёрный слон · b5 белый слон · a4 белый король · d4 белая пешка · c3 чёрный король · e3 белая пешка · f2 белый ферзь | b7 белый конь · e7 чёрный слон · b5 белый слон · a4 белый король · d4 белая пешка · c3 чёрный король · e3 белая пешка · f2 белый ферзь | b7 белый конь · e7 чёрный слон · b5 белый слон · a4 белый король · d4 белая пешка · c3 чёрный король · e3 белая пешка · f2 белый ферзь | b7 белый конь · e7 чёрный слон · b5 белый слон · a4 белый король · d4 белая пешка · c3 чёрный король · e3 белая пешка · f2 белый ферзь | b7 белый конь · e7 чёрный слон · b5 белый слон · a4 белый король · d4 белая пешка · c3 чёрный король · e3 белая пешка · f2 белый ферзь | 4 |
| 3 | b7 белый конь · e7 чёрный слон · b5 белый слон · a4 белый король · d4 белая пешка · c3 чёрный король · e3 белая пешка · f2 белый ферзь | b7 белый конь · e7 чёрный слон · b5 белый слон · a4 белый король · d4 белая пешка · c3 чёрный король · e3 белая пешка · f2 белый ферзь | b7 белый конь · e7 чёрный слон · b5 белый слон · a4 белый король · d4 белая пешка · c3 чёрный король · e3 белая пешка · f2 белый ферзь | b7 белый конь · e7 чёрный слон · b5 белый слон · a4 белый король · d4 белая пешка · c3 чёрный король · e3 белая пешка · f2 белый ферзь | b7 белый конь · e7 чёрный слон · b5 белый слон · a4 белый король · d4 белая пешка · c3 чёрный король · e3 белая пешка · f2 белый ферзь | b7 белый конь · e7 чёрный слон · b5 белый слон · a4 белый король · d4 белая пешка · c3 чёрный король · e3 белая пешка · f2 белый ферзь | b7 белый конь · e7 чёрный слон · b5 белый слон · a4 белый король · d4 белая пешка · c3 чёрный король · e3 белая пешка · f2 белый ферзь | b7 белый конь · e7 чёрный слон · b5 белый слон · a4 белый король · d4 белая пешка · c3 чёрный король · e3 белая пешка · f2 белый ферзь | 3 |
| 2 | b7 белый конь · e7 чёрный слон · b5 белый слон · a4 белый король · d4 белая пешка · c3 чёрный король · e3 белая пешка · f2 белый ферзь | b7 белый конь · e7 чёрный слон · b5 белый слон · a4 белый король · d4 белая пешка · c3 чёрный король · e3 белая пешка · f2 белый ферзь | b7 белый конь · e7 чёрный слон · b5 белый слон · a4 белый король · d4 белая пешка · c3 чёрный король · e3 белая пешка · f2 белый ферзь | b7 белый конь · e7 чёрный слон · b5 белый слон · a4 белый король · d4 белая пешка · c3 чёрный король · e3 белая пешка · f2 белый ферзь | b7 белый конь · e7 чёрный слон · b5 белый слон · a4 белый король · d4 белая пешка · c3 чёрный король · e3 белая пешка · f2 белый ферзь | b7 белый конь · e7 чёрный слон · b5 белый слон · a4 белый король · d4 белая пешка · c3 чёрный король · e3 белая пешка · f2 белый ферзь | b7 белый конь · e7 чёрный слон · b5 белый слон · a4 белый король · d4 белая пешка · c3 чёрный король · e3 белая пешка · f2 белый ферзь | b7 белый конь · e7 чёрный слон · b5 белый слон · a4 белый король · d4 белая пешка · c3 чёрный король · e3 белая пешка · f2 белый ферзь | 2 |
| 1 | b7 белый конь · e7 чёрный слон · b5 белый слон · a4 белый король · d4 белая пешка · c3 чёрный король · e3 белая пешка · f2 белый ферзь | b7 белый конь · e7 чёрный слон · b5 белый слон · a4 белый король · d4 белая пешка · c3 чёрный король · e3 белая пешка · f2 белый ферзь | b7 белый конь · e7 чёрный слон · b5 белый слон · a4 белый король · d4 белая пешка · c3 чёрный король · e3 белая пешка · f2 белый ферзь | b7 белый конь · e7 чёрный слон · b5 белый слон · a4 белый король · d4 белая пешка · c3 чёрный король · e3 белая пешка · f2 белый ферзь | b7 белый конь · e7 чёрный слон · b5 белый слон · a4 белый король · d4 белая пешка · c3 чёрный король · e3 белая пешка · f2 белый ферзь | b7 белый конь · e7 чёрный слон · b5 белый слон · a4 белый король · d4 белая пешка · c3 чёрный король · e3 белая пешка · f2 белый ферзь | b7 белый конь · e7 чёрный слон · b5 белый слон · a4 белый король · d4 белая пешка · c3 чёрный король · e3 белая пешка · f2 белый ферзь | b7 белый конь · e7 чёрный слон · b5 белый слон · a4 белый король · d4 белая пешка · c3 чёрный король · e3 белая пешка · f2 белый ферзь | 1 |
|   | a | b | c | d | e | f | g | h |   |

Решение.

1. Кd6! Отвлекает слона. Преждевременно 1. Фe2 Сg5! 2. Сd3 С:e3).

1… С:d6

2. Фe2 Сf4

3. ef Кр:d4

4. Фe5×

### Разные темы
|   | a | b | c | d | e | f | g | h |   |
| - | --- | --- | --- | --- | --- | --- | --- | --- | - |
| 8 | e6 чёрная пешка · h6 белый король · c5 чёрный конь · e5 белый слон · f5 белая пешка · d4 белая пешка · h4 чёрная пешка · d3 чёрная пешка · e3 белый конь · h3 чёрный король · c1 чёрный конь · f1 чёрный слон · h1 белый слон | e6 чёрная пешка · h6 белый король · c5 чёрный конь · e5 белый слон · f5 белая пешка · d4 белая пешка · h4 чёрная пешка · d3 чёрная пешка · e3 белый конь · h3 чёрный король · c1 чёрный конь · f1 чёрный слон · h1 белый слон | e6 чёрная пешка · h6 белый король · c5 чёрный конь · e5 белый слон · f5 белая пешка · d4 белая пешка · h4 чёрная пешка · d3 чёрная пешка · e3 белый конь · h3 чёрный король · c1 чёрный конь · f1 чёрный слон · h1 белый слон | e6 чёрная пешка · h6 белый король · c5 чёрный конь · e5 белый слон · f5 белая пешка · d4 белая пешка · h4 чёрная пешка · d3 чёрная пешка · e3 белый конь · h3 чёрный король · c1 чёрный конь · f1 чёрный слон · h1 белый слон | e6 чёрная пешка · h6 белый король · c5 чёрный конь · e5 белый слон · f5 белая пешка · d4 белая пешка · h4 чёрная пешка · d3 чёрная пешка · e3 белый конь · h3 чёрный король · c1 чёрный конь · f1 чёрный слон · h1 белый слон | e6 чёрная пешка · h6 белый король · c5 чёрный конь · e5 белый слон · f5 белая пешка · d4 белая пешка · h4 чёрная пешка · d3 чёрная пешка · e3 белый конь · h3 чёрный король · c1 чёрный конь · f1 чёрный слон · h1 белый слон | e6 чёрная пешка · h6 белый король · c5 чёрный конь · e5 белый слон · f5 белая пешка · d4 белая пешка · h4 чёрная пешка · d3 чёрная пешка · e3 белый конь · h3 чёрный король · c1 чёрный конь · f1 чёрный слон · h1 белый слон | e6 чёрная пешка · h6 белый король · c5 чёрный конь · e5 белый слон · f5 белая пешка · d4 белая пешка · h4 чёрная пешка · d3 чёрная пешка · e3 белый конь · h3 чёрный король · c1 чёрный конь · f1 чёрный слон · h1 белый слон | 8 |
| 7 | e6 чёрная пешка · h6 белый король · c5 чёрный конь · e5 белый слон · f5 белая пешка · d4 белая пешка · h4 чёрная пешка · d3 чёрная пешка · e3 белый конь · h3 чёрный король · c1 чёрный конь · f1 чёрный слон · h1 белый слон | e6 чёрная пешка · h6 белый король · c5 чёрный конь · e5 белый слон · f5 белая пешка · d4 белая пешка · h4 чёрная пешка · d3 чёрная пешка · e3 белый конь · h3 чёрный король · c1 чёрный конь · f1 чёрный слон · h1 белый слон | e6 чёрная пешка · h6 белый король · c5 чёрный конь · e5 белый слон · f5 белая пешка · d4 белая пешка · h4 чёрная пешка · d3 чёрная пешка · e3 белый конь · h3 чёрный король · c1 чёрный конь · f1 чёрный слон · h1 белый слон | e6 чёрная пешка · h6 белый король · c5 чёрный конь · e5 белый слон · f5 белая пешка · d4 белая пешка · h4 чёрная пешка · d3 чёрная пешка · e3 белый конь · h3 чёрный король · c1 чёрный конь · f1 чёрный слон · h1 белый слон | e6 чёрная пешка · h6 белый король · c5 чёрный конь · e5 белый слон · f5 белая пешка · d4 белая пешка · h4 чёрная пешка · d3 чёрная пешка · e3 белый конь · h3 чёрный король · c1 чёрный конь · f1 чёрный слон · h1 белый слон | e6 чёрная пешка · h6 белый король · c5 чёрный конь · e5 белый слон · f5 белая пешка · d4 белая пешка · h4 чёрная пешка · d3 чёрная пешка · e3 белый конь · h3 чёрный король · c1 чёрный конь · f1 чёрный слон · h1 белый слон | e6 чёрная пешка · h6 белый король · c5 чёрный конь · e5 белый слон · f5 белая пешка · d4 белая пешка · h4 чёрная пешка · d3 чёрная пешка · e3 белый конь · h3 чёрный король · c1 чёрный конь · f1 чёрный слон · h1 белый слон | e6 чёрная пешка · h6 белый король · c5 чёрный конь · e5 белый слон · f5 белая пешка · d4 белая пешка · h4 чёрная пешка · d3 чёрная пешка · e3 белый конь · h3 чёрный король · c1 чёрный конь · f1 чёрный слон · h1 белый слон | 7 |
| 6 | e6 чёрная пешка · h6 белый король · c5 чёрный конь · e5 белый слон · f5 белая пешка · d4 белая пешка · h4 чёрная пешка · d3 чёрная пешка · e3 белый конь · h3 чёрный король · c1 чёрный конь · f1 чёрный слон · h1 белый слон | e6 чёрная пешка · h6 белый король · c5 чёрный конь · e5 белый слон · f5 белая пешка · d4 белая пешка · h4 чёрная пешка · d3 чёрная пешка · e3 белый конь · h3 чёрный король · c1 чёрный конь · f1 чёрный слон · h1 белый слон | e6 чёрная пешка · h6 белый король · c5 чёрный конь · e5 белый слон · f5 белая пешка · d4 белая пешка · h4 чёрная пешка · d3 чёрная пешка · e3 белый конь · h3 чёрный король · c1 чёрный конь · f1 чёрный слон · h1 белый слон | e6 чёрная пешка · h6 белый король · c5 чёрный конь · e5 белый слон · f5 белая пешка · d4 белая пешка · h4 чёрная пешка · d3 чёрная пешка · e3 белый конь · h3 чёрный король · c1 чёрный конь · f1 чёрный слон · h1 белый слон | e6 чёрная пешка · h6 белый король · c5 чёрный конь · e5 белый слон · f5 белая пешка · d4 белая пешка · h4 чёрная пешка · d3 чёрная пешка · e3 белый конь · h3 чёрный король · c1 чёрный конь · f1 чёрный слон · h1 белый слон | e6 чёрная пешка · h6 белый король · c5 чёрный конь · e5 белый слон · f5 белая пешка · d4 белая пешка · h4 чёрная пешка · d3 чёрная пешка · e3 белый конь · h3 чёрный король · c1 чёрный конь · f1 чёрный слон · h1 белый слон | e6 чёрная пешка · h6 белый король · c5 чёрный конь · e5 белый слон · f5 белая пешка · d4 белая пешка · h4 чёрная пешка · d3 чёрная пешка · e3 белый конь · h3 чёрный король · c1 чёрный конь · f1 чёрный слон · h1 белый слон | e6 чёрная пешка · h6 белый король · c5 чёрный конь · e5 белый слон · f5 белая пешка · d4 белая пешка · h4 чёрная пешка · d3 чёрная пешка · e3 белый конь · h3 чёрный король · c1 чёрный конь · f1 чёрный слон · h1 белый слон | 6 |
| 5 | e6 чёрная пешка · h6 белый король · c5 чёрный конь · e5 белый слон · f5 белая пешка · d4 белая пешка · h4 чёрная пешка · d3 чёрная пешка · e3 белый конь · h3 чёрный король · c1 чёрный конь · f1 чёрный слон · h1 белый слон | e6 чёрная пешка · h6 белый король · c5 чёрный конь · e5 белый слон · f5 белая пешка · d4 белая пешка · h4 чёрная пешка · d3 чёрная пешка · e3 белый конь · h3 чёрный король · c1 чёрный конь · f1 чёрный слон · h1 белый слон | e6 чёрная пешка · h6 белый король · c5 чёрный конь · e5 белый слон · f5 белая пешка · d4 белая пешка · h4 чёрная пешка · d3 чёрная пешка · e3 белый конь · h3 чёрный король · c1 чёрный конь · f1 чёрный слон · h1 белый слон | e6 чёрная пешка · h6 белый король · c5 чёрный конь · e5 белый слон · f5 белая пешка · d4 белая пешка · h4 чёрная пешка · d3 чёрная пешка · e3 белый конь · h3 чёрный король · c1 чёрный конь · f1 чёрный слон · h1 белый слон | e6 чёрная пешка · h6 белый король · c5 чёрный конь · e5 белый слон · f5 белая пешка · d4 белая пешка · h4 чёрная пешка · d3 чёрная пешка · e3 белый конь · h3 чёрный король · c1 чёрный конь · f1 чёрный слон · h1 белый слон | e6 чёрная пешка · h6 белый король · c5 чёрный конь · e5 белый слон · f5 белая пешка · d4 белая пешка · h4 чёрная пешка · d3 чёрная пешка · e3 белый конь · h3 чёрный король · c1 чёрный конь · f1 чёрный слон · h1 белый слон | e6 чёрная пешка · h6 белый король · c5 чёрный конь · e5 белый слон · f5 белая пешка · d4 белая пешка · h4 чёрная пешка · d3 чёрная пешка · e3 белый конь · h3 чёрный король · c1 чёрный конь · f1 чёрный слон · h1 белый слон | e6 чёрная пешка · h6 белый король · c5 чёрный конь · e5 белый слон · f5 белая пешка · d4 белая пешка · h4 чёрная пешка · d3 чёрная пешка · e3 белый конь · h3 чёрный король · c1 чёрный конь · f1 чёрный слон · h1 белый слон | 5 |
| 4 | e6 чёрная пешка · h6 белый король · c5 чёрный конь · e5 белый слон · f5 белая пешка · d4 белая пешка · h4 чёрная пешка · d3 чёрная пешка · e3 белый конь · h3 чёрный король · c1 чёрный конь · f1 чёрный слон · h1 белый слон | e6 чёрная пешка · h6 белый король · c5 чёрный конь · e5 белый слон · f5 белая пешка · d4 белая пешка · h4 чёрная пешка · d3 чёрная пешка · e3 белый конь · h3 чёрный король · c1 чёрный конь · f1 чёрный слон · h1 белый слон | e6 чёрная пешка · h6 белый король · c5 чёрный конь · e5 белый слон · f5 белая пешка · d4 белая пешка · h4 чёрная пешка · d3 чёрная пешка · e3 белый конь · h3 чёрный король · c1 чёрный конь · f1 чёрный слон · h1 белый слон | e6 чёрная пешка · h6 белый король · c5 чёрный конь · e5 белый слон · f5 белая пешка · d4 белая пешка · h4 чёрная пешка · d3 чёрная пешка · e3 белый конь · h3 чёрный король · c1 чёрный конь · f1 чёрный слон · h1 белый слон | e6 чёрная пешка · h6 белый король · c5 чёрный конь · e5 белый слон · f5 белая пешка · d4 белая пешка · h4 чёрная пешка · d3 чёрная пешка · e3 белый конь · h3 чёрный король · c1 чёрный конь · f1 чёрный слон · h1 белый слон | e6 чёрная пешка · h6 белый король · c5 чёрный конь · e5 белый слон · f5 белая пешка · d4 белая пешка · h4 чёрная пешка · d3 чёрная пешка · e3 белый конь · h3 чёрный король · c1 чёрный конь · f1 чёрный слон · h1 белый слон | e6 чёрная пешка · h6 белый король · c5 чёрный конь · e5 белый слон · f5 белая пешка · d4 белая пешка · h4 чёрная пешка · d3 чёрная пешка · e3 белый конь · h3 чёрный король · c1 чёрный конь · f1 чёрный слон · h1 белый слон | e6 чёрная пешка · h6 белый король · c5 чёрный конь · e5 белый слон · f5 белая пешка · d4 белая пешка · h4 чёрная пешка · d3 чёрная пешка · e3 белый конь · h3 чёрный король · c1 чёрный конь · f1 чёрный слон · h1 белый слон | 4 |
| 3 | e6 чёрная пешка · h6 белый король · c5 чёрный конь · e5 белый слон · f5 белая пешка · d4 белая пешка · h4 чёрная пешка · d3 чёрная пешка · e3 белый конь · h3 чёрный король · c1 чёрный конь · f1 чёрный слон · h1 белый слон | e6 чёрная пешка · h6 белый король · c5 чёрный конь · e5 белый слон · f5 белая пешка · d4 белая пешка · h4 чёрная пешка · d3 чёрная пешка · e3 белый конь · h3 чёрный король · c1 чёрный конь · f1 чёрный слон · h1 белый слон | e6 чёрная пешка · h6 белый король · c5 чёрный конь · e5 белый слон · f5 белая пешка · d4 белая пешка · h4 чёрная пешка · d3 чёрная пешка · e3 белый конь · h3 чёрный король · c1 чёрный конь · f1 чёрный слон · h1 белый слон | e6 чёрная пешка · h6 белый король · c5 чёрный конь · e5 белый слон · f5 белая пешка · d4 белая пешка · h4 чёрная пешка · d3 чёрная пешка · e3 белый конь · h3 чёрный король · c1 чёрный конь · f1 чёрный слон · h1 белый слон | e6 чёрная пешка · h6 белый король · c5 чёрный конь · e5 белый слон · f5 белая пешка · d4 белая пешка · h4 чёрная пешка · d3 чёрная пешка · e3 белый конь · h3 чёрный король · c1 чёрный конь · f1 чёрный слон · h1 белый слон | e6 чёрная пешка · h6 белый король · c5 чёрный конь · e5 белый слон · f5 белая пешка · d4 белая пешка · h4 чёрная пешка · d3 чёрная пешка · e3 белый конь · h3 чёрный король · c1 чёрный конь · f1 чёрный слон · h1 белый слон | e6 чёрная пешка · h6 белый король · c5 чёрный конь · e5 белый слон · f5 белая пешка · d4 белая пешка · h4 чёрная пешка · d3 чёрная пешка · e3 белый конь · h3 чёрный король · c1 чёрный конь · f1 чёрный слон · h1 белый слон | e6 чёрная пешка · h6 белый король · c5 чёрный конь · e5 белый слон · f5 белая пешка · d4 белая пешка · h4 чёрная пешка · d3 чёрная пешка · e3 белый конь · h3 чёрный король · c1 чёрный конь · f1 чёрный слон · h1 белый слон | 3 |
| 2 | e6 чёрная пешка · h6 белый король · c5 чёрный конь · e5 белый слон · f5 белая пешка · d4 белая пешка · h4 чёрная пешка · d3 чёрная пешка · e3 белый конь · h3 чёрный король · c1 чёрный конь · f1 чёрный слон · h1 белый слон | e6 чёрная пешка · h6 белый король · c5 чёрный конь · e5 белый слон · f5 белая пешка · d4 белая пешка · h4 чёрная пешка · d3 чёрная пешка · e3 белый конь · h3 чёрный король · c1 чёрный конь · f1 чёрный слон · h1 белый слон | e6 чёрная пешка · h6 белый король · c5 чёрный конь · e5 белый слон · f5 белая пешка · d4 белая пешка · h4 чёрная пешка · d3 чёрная пешка · e3 белый конь · h3 чёрный король · c1 чёрный конь · f1 чёрный слон · h1 белый слон | e6 чёрная пешка · h6 белый король · c5 чёрный конь · e5 белый слон · f5 белая пешка · d4 белая пешка · h4 чёрная пешка · d3 чёрная пешка · e3 белый конь · h3 чёрный король · c1 чёрный конь · f1 чёрный слон · h1 белый слон | e6 чёрная пешка · h6 белый король · c5 чёрный конь · e5 белый слон · f5 белая пешка · d4 белая пешка · h4 чёрная пешка · d3 чёрная пешка · e3 белый конь · h3 чёрный король · c1 чёрный конь · f1 чёрный слон · h1 белый слон | e6 чёрная пешка · h6 белый король · c5 чёрный конь · e5 белый слон · f5 белая пешка · d4 белая пешка · h4 чёрная пешка · d3 чёрная пешка · e3 белый конь · h3 чёрный король · c1 чёрный конь · f1 чёрный слон · h1 белый слон | e6 чёрная пешка · h6 белый король · c5 чёрный конь · e5 белый слон · f5 белая пешка · d4 белая пешка · h4 чёрная пешка · d3 чёрная пешка · e3 белый конь · h3 чёрный король · c1 чёрный конь · f1 чёрный слон · h1 белый слон | e6 чёрная пешка · h6 белый король · c5 чёрный конь · e5 белый слон · f5 белая пешка · d4 белая пешка · h4 чёрная пешка · d3 чёрная пешка · e3 белый конь · h3 чёрный король · c1 чёрный конь · f1 чёрный слон · h1 белый слон | 2 |
| 1 | e6 чёрная пешка · h6 белый король · c5 чёрный конь · e5 белый слон · f5 белая пешка · d4 белая пешка · h4 чёрная пешка · d3 чёрная пешка · e3 белый конь · h3 чёрный король · c1 чёрный конь · f1 чёрный слон · h1 белый слон | e6 чёрная пешка · h6 белый король · c5 чёрный конь · e5 белый слон · f5 белая пешка · d4 белая пешка · h4 чёрная пешка · d3 чёрная пешка · e3 белый конь · h3 чёрный король · c1 чёрный конь · f1 чёрный слон · h1 белый слон | e6 чёрная пешка · h6 белый король · c5 чёрный конь · e5 белый слон · f5 белая пешка · d4 белая пешка · h4 чёрная пешка · d3 чёрная пешка · e3 белый конь · h3 чёрный король · c1 чёрный конь · f1 чёрный слон · h1 белый слон | e6 чёрная пешка · h6 белый король · c5 чёрный конь · e5 белый слон · f5 белая пешка · d4 белая пешка · h4 чёрная пешка · d3 чёрная пешка · e3 белый конь · h3 чёрный король · c1 чёрный конь · f1 чёрный слон · h1 белый слон | e6 чёрная пешка · h6 белый король · c5 чёрный конь · e5 белый слон · f5 белая пешка · d4 белая пешка · h4 чёрная пешка · d3 чёрная пешка · e3 белый конь · h3 чёрный король · c1 чёрный конь · f1 чёрный слон · h1 белый слон | e6 чёрная пешка · h6 белый король · c5 чёрный конь · e5 белый слон · f5 белая пешка · d4 белая пешка · h4 чёрная пешка · d3 чёрная пешка · e3 белый конь · h3 чёрный король · c1 чёрный конь · f1 чёрный слон · h1 белый слон | e6 чёрная пешка · h6 белый король · c5 чёрный конь · e5 белый слон · f5 белая пешка · d4 белая пешка · h4 чёрная пешка · d3 чёрная пешка · e3 белый конь · h3 чёрный король · c1 чёрный конь · f1 чёрный слон · h1 белый слон | e6 чёрная пешка · h6 белый король · c5 чёрный конь · e5 белый слон · f5 белая пешка · d4 белая пешка · h4 чёрная пешка · d3 чёрная пешка · e3 белый конь · h3 чёрный король · c1 чёрный конь · f1 чёрный слон · h1 белый слон | 1 |
|   | a | b | c | d | e | f | g | h |   |

Решение.

Белым мешает их собственная пешка на f5; если бы её не было, то после 1. Сf3 мат неизбежен, теперь же 1... ef спасает чёрных. Остроумный план белых состоит в том, чтобы заставить чёрных уничтожить белую пешку.

1. Кd1 (угрожая 2. Кf2×) Крg4

2. Кf2+ Кр:f5

3. Кd1! (предварительный план успешно реализован, теперь грозит 4. Кe3×) Крg4

4. Кe3+ Крh3

5. Сf3 (вступает в силу главный план) Сe2 (иначе 6. Сg4×)

6. Сg2×